# شيء في صدري (رواية)
شيء في صدري هي رواية للكاتب المصري إحسان عبد القدوس.

## وصلات خارجية
- صفحة رواية شيء في صدري على موقع جود ريدز
- صفحة رواية شيء في صدري على موقع أبجد